# 神山町 (愛媛県)
神山町（かみやまちょう）は、愛媛県西宇和郡にあった町。現在の八幡浜市にあたる。
本項では町制前の名称である神山村（かみやまむら）についても述べる。

## 地理
- 河川：千丈川、布喜川

## 歴史
- 1889年（明治22年）12月15日 - 町村制の施行により、矢野町・八代村・五反田村・国木村および八幡浜浦の一部（栗野浦）の区域をもって神山村が発足。
- 1928年（昭和3年）7月1日 - 神山村が町制施行して神山町となる。
- 1935年（昭和10年）2月11日 - 八幡浜町・千丈村・舌田村と合併して八幡浜市が発足。同日神山町廃止。

## 交通

### 鉄道路線
現在は旧町域を予讃線が通過するが、当時は未開業。